# Centrale idroelettrica di Pedesalto
La centrale idroelettrica di Pedesalto è situata nel comune di Fonzaso, in provincia di Belluno.

## Storia
La centrale nasce da una richiesta di utilizzazione delle acque del Cismon da parte della società “Impresa Tullio Tommasini” di Fonzaso del 27 giugno 1898. 
Costruita dalla Società “Forze Motrici Cismon Brenta” (acquistata nel 1912 dal gruppo Sade), entrò in servizio nel 1909. Le caratteristiche originali erano di tre unità turbina-alternatore Francis da 2900 kW, per una capacità totale di 8600 kW con un salto di 58,3 metri e una portata di 22 metri cubi/sec.

## Diga di ponte Serra
Dopo alterne vicende si decise di costruire la diga di Ponte Serra, un po’ più a monte del vecchio ponte di collegamento tra i comuni di Lamon e Sovramonte. 
Secondo il Registro Italiano Dighe è la più antica "grande diga" costruita in Italia. La prima pietra avvenne nel 1907 e la costruzione durò fino 1909.
Nel 1900 la Società “Forze Motrici Cismon Brenta” incaricò il geologo professor Giorgio Dal Piaz per la localizzazione e il progetto fu dell'ingegnere Angelo Forti (*Trieste 1875), professore di Idraulica dell'Università di Padova.
La diga è alta 34,75 a “arco unico” con uno spessore variabile da 12,5 metri di base di 3 metri nella cresta. Ha, verso valle, un avancorpo terminante con una cresta rettilinea (larga 44,4 metri) da dove l’acqua può sfiorare. La larghezza alla base è di 30 metri circa.

## Caratteristiche
La centrale è in un edificio stile castello, in conci di pietra con ampi finestroni, posta attualmente, all'imbocco della galleria omonima della Strada statale 50 del Grappa e del Passo Rolle. L’edificio attuale è quello che rimane dopo i crolli provocati dalla alluvione del 1966.
La centrale negli anni fornì l’energia alla rete della Sade e Enel. Ora le acque di scarico affluiscono nella rete del Consorzio di Fonzaso.